# NGC 374
NGC 374 è una galassia lenticolare situata nella costellazione dei Pesci.
Fu scoperta il 7 ottobre 1861 dall'astronomo tedesco Heinrich Louis d'Arrest.